# رضا مرزبان
رضا مرزبان (متولد فروردین ۱۳۰۷ در مشهد – درگذشته ۷ دی ۱۳۹۲ در پاریس)، از استادان روزنامه‌نگاری نو در ایران بود. رضا مرزبان از روزنامه‌نگاران قدیمی ایران محسوب می‌شود که سال‌ها در راه دفاع از آزادی اندیشه و بیان تلاش کرد. وی عضو کانون نویسندگان ایران در تبعید بود

## زندگی‌نامه
رضا مرزبان در سال ۱۳۰۷ در مشهد به دنیا آمد. تحصیلات خود را تا اخذ لیسانس روزنامه‌نگاری به پایان رسانید و سپس به فعالیت در حزب توده پرداخت. از جوانی به شعر و ادبیات علاقه‌مند بود و با همشهری خود مهدی اخوان ثالث دوستی نزدیک داشت که تا پایان عمر شاعر نامدار ادامه یافت.
وی در سال ۱۳۲۱ از پایه‌گذاران گروه باهماد آزادگان متشکل از هواداران احمد کسروی تاریخ‌نگار و نویسنده ایرانی در مشهد بود و این گروه را تا سال ۱۳۲۵ اداره می‌کرد
مرزبان پس از گرفتن دیپلم در سال ۱۳۲۶ به تهران کوچ کرد و در فضای پرالتهاب سیاسی و در پی کسب معاش با رسانه‌های چپ نزدیک به حزب توده ایران همکاری آغاز کرد. او با نام حقیقی یا مستعار برای به برخی از روزنامه‌های توده‌ای مانند «چلنگر»، به سردبیری محمدعلی افراشته، طنزنویس نامدار و «به سوی آینده» به سردبیری داوود نوروزی مطلب می‌نوشت.
مرزبان چند ماه پس از کودتای ۲۸ مرداد به اتهام همکاری با حزب توده دستگیر شد و مدت دو سال در زندان به سر برد. او در زندان چندی با احمد شاملو و مهرداد بهار هم‌بند بود.
مرزبان پس از آزادی از زندان به دعوت مصطفی مصباح‌زاده، مدیر و صاحب امتیاز روزنامه کیهان، به همکاری با این روزنامه پرداخت. او با برخی از روزنامه‌های دیگر نیز در نگارش مقالات اجتماعی و نقدهای فرهنگی همکاری داشت.
مرزبان عقیده داشت که تا پیش از ۲۸ مرداد ۱۳۳۲ روزنامه‌نگاری آرمان‌خواه بود، اما پس از آن و پس از تجربه زندان، به روزنامه‌نگاری حقیقت‌خواه بدل شد. او اطلاع‌رسانی و آگاه‌سازی را وظیفه اصلی یک روزنامه‌نگار می‌دانست و عقیده داشت که یک خبرنگار خوب، در پخش درست وقایع مسئولیت دارد و تعهد او نسبت به جامعه در همین نکته است.
با تأسیس سندیکای خبرنگاران و نویسندگان مطبوعات در سال ۱۳۴۱ رضا مرزبان به عضویت آن درآمد و از فعالان آن شد. او با مهارت حرفه‌ای و استعداد تشکیلاتی در جهت حقوق مادی و معنوی اعضای مطبوعات ایران تلاش کرد.
رضا مرزبان در سال ۱۳۲۶ به تهران رفت و در آن‌جا به مبارزه سیاسی و حزب توده ایران پیوست. پس از ۲۸ مرداد، در بهمن‌ماه سال ۱۳۳۲ دستگیر شد و دو سال را در زندان گذراند اما بعدها از حزب توده ایران فاصله گرفت. رضا مرزبان از سال‌های دور با روزنامه کیهان به مدیریت مصطفی مصباح‌زاده، همکاری کرد. او از سال ۱۳۳۵ دبیر قسمت اقتصادی روزنامه کیهان و سرپرست شهرستان‌ها شد و بعدها در حالی‌که ممنوع‌القلم بود، در دانشکده علوم ارتباطات اجتماعی به تدریس تاریخ روزنامه‌نگاری ایران پرداخت
در ۱۳۳۳ به علت فعالیت در حزب توده دستگیر شد و در زندان از حزب توده اعلام برائت نمود. به علت استنکاف از انتشار تنفرنامه از حزب توده بازداشت شد تا اینکه در ۱۳۳۴ مجبور به اعلام این تنفرنامه شد. همان سال در روزنامه کیهان مشغول به کار شد و در ۱۳۳۷ دبیری سرویسهای خبرگزاری پارس بود. در ۱۳۴۴ش، سردبیری روزنامه پیغام امروز را برعهده داشت. او در سالهای ۵۲–۱۳۴۶ عضو سندیکای نویسندگان مطبوعات ایران بود.

### خروج از ایران
رضا مرزبان، که یک چند با جبهه دموکراتیک ملی همکاری داشت، در سال ۱۳۶۰ ناگزیر به ترک ایران شد. او در پاریس اقامت گزید و تلاش کرد نشریه‌ای مستقل تأسیس کند. یک چند هفته‌نامه‌ای به نام «راه آزادی» منتشر کرد، اما این نشریه عمری کوتاه داشت.

### درگذشت
آقای مرزبان مدت‌ها به بیماری سرطان مبتلا بود و سرانجام در روز شنبه ۷ دی ماه ۱۳۹۲ برابر ۲۸ دسامبر ۲۰۱۳، در سن ۸۵ سالگی در بیمارستانی در حومه پاریس درگذشت.

## فعالیت‌ها

### پایه‌گذاری دانشکده علوم ارتباطات اجتماعی
با پایه‌گذاری «دانشکده علوم ارتباطات اجتماعی» در سال ۱۳۴۶، مرزبان در کنار کسانی مانند دکتر کاظم معتمدنژاد، دکتر ابوالقاسم منصفی، دکتر صدرالدین الهی، دکتر حمید نطقی از استادان این دانشکده شد. او از جمله در رشته‌های گزارش‌نویسی و تنظیم خبر درس می‌داد. در سال ۱۳۶۰ دانشکده علوم ارتباطات اجتماعی منحل شد و در سال‌های بعد به نحوی در دانشکده علوم اجتماعی دانشگاه علامه طباطبائی ادغام شد.
سندیکای نویسندگان مطبوعات ایران در سال ۱۳۶۰ به علت کارشکنی مقامات دولتی جمهوری اسلامی به تعطیلی کشانده شد. مدت شانزده سال بعد در سال ۱۳۷۶ بود که روزنامه‌نگاران توانستند تشکل مستقل دیگری تشکیل دهند.

### انتشار روزنامه پیغام امروز
رضا مرزبان در سالهای پیش از انقلاب سال ۱۳۵۷ در لیست سیاه نویسندگان ممنوع‌القلم جا گرفته بود. با پیروزی انقلاب و بازگشت آزادی نشر و بیان به مطبوعات، رضا مرزبان به انتشار روزنامه پیغام امروز دست زد. این روزنامه یکی از اولین نشریاتی بود که از «یکه‌تازی و انحصارطلبی» حکومت نوبنیاد جمهوری اسلامی به انتقاد پرداخت و نسبت به برقراری «دیکتاتوری نعلین به جای چکمه» هشدار داد. انتشار روزنامه «پیغام امروز» که به دلیل لحن تند انتقادی با اقبال زیادی روبرو شده بود، چند ماه بیشتر دوام نیافت و به زودی در کنار روزنامه «آیندگان» توقیف شد.
رضا مرزبان شاعر بود، هم به سبک کهن و هم به شیوه نو شعر می‌سرود و از جمله دفتر شعری به نام «آتش در جنگل» دارد. وی در سندیکای روزنامه‌نگاران در اعتصاب ۶۲ روزه مطبوعات در مقطع انقلاب ایران نیز نقش مهمی ایفا کرد. مرزبان پس از انقلاب سردبیر روزنامه «پیغام امروز» شد. روزنامه «پیغام امروز»، جزو نخستین روزنامه‌هایی بود که پس از انقلاب توقیف شد. به‌دلیل افزایش فشارها و سرکوب‌ها در ایران، رضا مرزبان مجبور به ترک کشور خود شد و به فرانسه رفت
مرزبان علاوه بر پژوهش‌های فرهنگی، در زمینه تحقیقات اجتماعی نیز دست داشت و از او کتابی به نام «روحانیت و تحولات اجتماعی در ایران» منتشر شده است. رضا مرزبان در شیوه نگارش روان، ساده و آسان فارسی از استادان صاحب‌نظر بود و بسیاری از روزنامه‌نگاران کنونی خود را مدیون آموزش او می‌دانند.

## کتابشناسی
- طلسم شهر تاریکی[۶] (۱۳۴۷)
- روحانیت و تحولات اجتماعی در ایران[۷]